# Richard Candido Coelho
Richard Candido Coelho (Campinas, 18 febbraio 1994) è un calciatore brasiliano, centrocampista dell'Alanyaspor.

## Caratteristiche tecniche
È un mediano.